# 富樫満成
富樫 満成（とがし みつなり）は、室町時代前期の武将・守護大名。足利義持の近習として活躍した。

## 経歴
応永8年 (1401年) ごろから足利義持の近習として史料上に見え始め、その後も近臣として重用された。
富樫氏は南北朝の動乱期に足利尊氏に付き従い活躍した富樫高家が加賀国の守護に任じられて以降、代々守護職を世襲していた。しかし、元中4年/嘉慶元年（1387年）に守護・富樫昌家が没してから、守護職は斯波氏の手に奪われていた。
満成は義持を後ろ盾として加賀守護への復権を狙っていたとされ、応永21年（1414年）に加賀守護・斯波満種が義持の忌避に触れて守護職を更迭された事件にも何らかの形で関わったと考えられる。満種の失脚後、満成が加賀南半国の守護に任じられた。一方、加賀北半国の守護には富樫満春が任じられている。

## 足利義嗣出奔事件
応永23年（1416年）、関東にて前関東管領であった上杉禅秀が鎌倉公方・足利持氏に対して反乱を起こした（上杉禅秀の乱）。この反乱自体は翌応永24年（1417年）に幕府軍の動員もあって鎮圧されたが、応永23年（1416年）10月、京都では将軍・義持の異母弟である足利義嗣が突如出奔する騒動が起こる。義嗣は義持よりも父・足利義満の寵愛を受けていたとされ、以前から兄弟の関係は良好ではなかった。
満成は義持の命で義嗣を探し出して捕らえ、尋問に当たったとされる。11月に満成が義持に出した報告によれば、現管領の細川満元や前管領の斯波義重を初め多くの守護大名・公卿が義嗣に加担し義持の打倒を計画していたとあり、これによって多くの大名・公卿が謹慎・流罪などを命じられた。そして応永25年（1418年）1月、満成は義持の命を受けて義嗣を誅殺する。
ところが、同年11月になって満成は突如として追放された。理由は、幽閉中の義嗣に対して謀反を促し、それが露見しそうになったため義嗣誅殺を進言したこと、さらに義嗣の愛妾・林歌局と密通していたとの疑いを持たれたためである。追放された満成は高野山に逃亡したが、翌応永26年（1419年）2月、畠山満家の手勢によって誅殺された。満成は天河付近に潜んでいたが、宥免するという御教書を信じて、河内国へ出てきたところを討たれたという。
満成が持っていた加賀半国の守護職は、満春が兼任することを許された。